# لانتال
لانتال (به آلمانی: Lahntal) یک شهر در آلمان است که در ماربورگ-بیدنکپف واقع شده‌است. لانتال ۶٬۹۰۴ نفر جمعیت دارد.